# Mahmoud Mollaghasemi
Mahmoud Mollaghasemi Tabrizi  (pers. محمود ملاقاسمی تبریزی; ur. 5 kwietnia 1929 w Teheranie) – irański zapaśnik walczący w stylu wolnym. Brązowy medalista olimpijski z Helsinek 1952, w kategorii 52 kg.
Wicemistrz świata w 1951; piąty w 1954 roku.